# Konrad Wasielewski
Konrad Henryk Wasielewski (Stettino, 19 dicembre 1984) è un canottiere polacco, specializzato nel 4 di coppia, disciplina in cui si è aggiudicato un titolo olimpico e quattro titoli del mondo.

## Palmarès
- Olimpiadi

Pechino 2008: oro nel 4 di coppia.
- Campionati del mondo di canottaggio

2005 - Kaizu: oro nel 4 di coppia.
2006 - Eton: oro nel 4 di coppia.
2007 - Monaco di Baviera: oro nel 4 di coppia.
2009 - Poznań: oro nel 4 di coppia.
- Campionati europei di canottaggio

2011 - Plovdiv: bronzo nel 4 di coppia.